# Icius inhonestus
Icius inhonestus là một loài nhện trong họ Salticidae.
Loài này thuộc chi Icius. Icius inhonestus được Eugen von Keyserling miêu tả năm 1878.